# Recopa Árabe 1995
La Recopa Árabe 1995 fue la sexta edición del torneo de fútbol a nivel de clubes del Mundo Árabe organizado por la UAFA y que contó con la participación de 10 equipos campeones de copa de sus respectivos países.
El Club Africain de Túnez venció al ES Sahel en la final jugada en Sousse, Túnez para ganar el título por primera vez en la primera final que jugaron equipos del mismo país.

## Fase de grupos
Todos los partidos se jugaron en el Stade Olympique de Sousse.

### Grupo A
| Club             | G | E | P | GF | GC | Pts |
| ---------------- | - | - | - | -- | -- | --- |
| ES Sahel         | 4 | 0 | 0 | 6  | 0  | 12  |
| Ghazl El-Mehalla | 2 | 1 | 1 | 4  | 2  | 7   |
| Al-Faisaly       | 1 | 1 | 2 | 5  | 7  | 4   |
| Kazma SC         | 0 | 2 | 2 | 4  | 7  | 2   |
| AS Aïn M'lila    | 0 | 2 | 2 | 2  | 5  | 2   |

| Equipo 1         | Resultado | Equipo 2         |
| ---------------- | --------- | ---------------- |
| Ghazl El-Mehalla | 1-0       | AS Aïn M'lila    |
| ES Sahel         | 1-0       | Kazma SC         |
| Al-Faisaly       | 1-1       | AS Aïn M'lila    |
| ES Sahel         | 1-0       | Ghazl El-Mehalla |
| AS Aïn M'lila    | 1-1       | Kazma SC         |
| Ghazl El-Mehalla | 2-0       | Al-Faisaly       |
| Al-Faisaly       | 0-2       | ES Sahel         |
| Kazma SC         | 1-1       | Ghazl El-Mehalla |
| AS Aïn M'lila    | 0-2       | ES Sahel         |
| Kazma SC         | 2-4       | Al-Faisaly       |

### Grupo B
| Club              | G | E | P | GF | GC | Pts |
| ----------------- | - | - | - | -- | -- | --- |
| Club Africain     | 4 | 0 | 0 | 8  | 2  | 12  |
| Al-Riyadh SC      | 2 | 1 | 1 | 6  | 3  | 7   |
| Al Ahly           | 2 | 1 | 1 | 7  | 7  | 7   |
| Al-Ittihad Aleppo | 1 | 0 | 3 | 3  | 4  | 3   |
| Al-Nasr Dubai SC  | 0 | 0 | 4 | 2  | 10 | 0   |

| Equipo 1          | Resultado | Equipo 2          |
| ----------------- | --------- | ----------------- |
| Al-Riyadh SC      | 2-2       | Al-Ahly SC        |
| Al-Nasr Dubai SC  | 2-1       | Club Africain     |
| Al-Ahly SC        | 3-1       | Al-Nasr Dubai SC  |
| Club Africain     | 1-0       | Al-Ittihad Aleppo |
| Al-Ittihad Aleppo | 3-0       | Al-Nasr Dubai SC  |
| Al-Riyadh SC      | 0-1       | Club Africain     |
| Al-Ahly SC        | 1-0       | Al-Ittihad Aleppo |
| Al-Nasr Dubai SC  | 0-2       | Al-Riyadh SC      |
| Club Africain     | 4-1       | Al-Ahly SC        |
| Al-Ittihad Aleppo | 0-2       | Al-Riyadh SC      |

## Fase Final
|  | Semifinales          | Semifinales          |   |  | Final                 | Final |  |
|  |                      |                      |   |  |                       |       |  |
|  |                      |                      |   |  |                       |       |  |
|  | Sousse, 9 de octubre |                      |   |  |                       |       |  |
|  | ES Sahel             | 2                    |   |  |                       |       |  |
|  | Al-Riyadh SC         | 0                    |   |  |                       |       |  |
|  |                      |                      |   |  |                       |       |  |
|  |                      |                      |   |  | Sousse, 12 de octubre |       |  |
|  |                      |                      |   |  | ES Sahel              | 0     |  |
|  |                      | Club Africain (t.e.) | 1 |  |                       |       |  |
|  |                      |                      |   |  |                       |       |  |
|  |                      |                      |   |  |                       |       |  |
|  |                      |                      |   |  | Tercer lugar          |       |  |
|  | Sousse, 9 de octubre |                      |   |  |                       |       |  |
|  | Club Africain        | 1                    |   |  |                       |       |  |
|  | Ghazl El-Mehalla     | 0                    |   |  |                       |       |  |

## Campeón
| Recopa Árabe 1995         |
| ------------------------- |
| Bandera de Túnez          |
| Club Africain 1.er título |